# Japan Spaceguard Association
La Japan Spaceguard Association (日本スペースガード協会?, nihon supēsugādo kyōkai, abbreviato in JSGA) è un'organizzazione non profit con sede a Tokyo, in Giappone. Il suo obiettivo è quello di proteggere il pianeta Terra da possibili disastrose collisioni con i cosiddetti "oggetti near-Earth".
Gli iscritti all'associazione operano grazie alle attrezzature del Bisei Spaceguard Center, con cui cercano di scoprire, osservare e tracciare i movimenti degli asteroidi e degli altri detriti spaziali che orbitano nelle vicinanze della Terra.